# أنتوني بيلا
أنتوني بيلا (بالإنجليزية: Anthony Bella)‏ هو لاعب دوري الرغبي أسترالي، ولد في 8 يوليو 1973 في أستراليا.